# かなえてあげる!
「かなえてあげる!」はドラゴンエイジピュアvol.03で連載開始したみけおうの漫画。本作連載に伴い同誌では「みんなの願いをかなえてあげる!」の展開が予定される予定だった。

## ストーリー
榊舞は3年前に父親が修行の為という理由で突如姿を消してから神社を一人切り盛りしていた。そんな彼女の前に彼女の妹を自称する少女・かなえが現れ、かなえに振り回される日々が始まるが…。

## 主な登場人物
榊舞 （さかき まい）
主人公。榊神社の巫女で父親が姿を消してから神社を一人切り盛りしていた。
それ以前から彼に不満があり彼の話題を出されると苛立ってしまう。
榊かなえ （さかき -）
主人公。母親が他界しており父親が修行のため突然姿を消してからは舞を探していた。
明るく無邪気な性格で言葉遣いが変。舞の妹を自称しているがその真意、正体は謎に包まれている。
わんこ
かなえが舞を見つけた前日から行動を共にしていた小犬。わんこという名前は舞が名付けた。
榊姉妹の父親
舞とかなえの父親で本名は不明。舞の前から修行に出掛けるという理由でいなくなり
その後、かなえとともに暮らしていたがかなえの前からも同じ理由で姿を消してしまう。